# Claude Chapperon
Claude Chapperon (* 13. November 1877 in Chambéry; † 5. November 1944 in Montrouge) war ein französischer Radrennfahrer.

## Sportliche Laufbahn
Chapperon war im Straßenradsport aktiv. Von 1902 bis 1905 war er Unabhängiger. Er siegte in seiner Karriere in einer Reihe traditionsreicher Eintagesrennen in Frankreich. Er gewann Paris–Vernon, Paris–Le Havre, Paris–Auxerre und Paris–Beauvais 1898, La Garenne–Mantes 1899, Paris–Neauphle, Paris–Dreux, Paris–Amiens, Paris–Dieppe, Orléans–Blois–Orléans und den Course de Côte de Chanteloup 1900, Paris–Roubaix in der Klasse der Unabhängigen, Paris–Creil–Paris, Paris–Amiens und den Coupe Galitzin 1901.
Zweite Plätze holte Chapperon bei Paris–Roubaix 1903 hinter Hippolyte Aucouturier, bei Paris–Valenciennes 1903 hinter Hippolyte Pagie und in weiteren Eintagesrennen. Die Tour de France 1903 beendete er nicht.